# Logan (New Mexico)
Logan is een plaats (village) in de Amerikaanse staat New Mexico, en valt bestuurlijk gezien onder Quay County.

## Demografie
Bij de volkstelling in 2000 werd het aantal inwoners vastgesteld op 1094.
In 2006 is het aantal inwoners door het United States Census Bureau geschat op 978, een daling van 116 (-10.6%).

## Geografie
Volgens het United States Census Bureau beslaat de plaats een oppervlakte van
21,8 km², waarvan 20,6 km² land en 1,2 km² water.

## Plaatsen in de nabije omgeving
De onderstaande figuur toont nabijgelegen plaatsen in een straal van 68 km rond Logan.